# Escut de Teresa
L'escut de Teresa és el símbol representatiu oficial de Teresa, municipi del País Valencià, a la comarca de l'Alt Palància. Té el següent blasonament:
| « | Escut quadrilong de punta redona. Quarterat. Primer i quart, creu grega flordelisada de gules sobre camp d'or. Segon i tercer, arbre de sinople sobre camp d'argent. Al timbre, corona reial oberta. | » |

## Història
L'escut fou aprovat per Resolució de 6 de maig de 2003, del conseller de Justícia i Administracions Públiques, publicada en el DOGV núm. 4.521, de 13 de juny de 2003.
Els arbres són un element tradicional de l'escut del poble, voltat de boscos i amb abundants fruiterars vora el riu Palància. La creu de Calatrava indica que Teresa va pertànyer antigament a Begís, que fou el centre d'una comanda d'aquest orde des del segle xiii.